# 第23師団 (イギリス)
第23師団（だいにじゅうさんしだん）は、イギリスの志願兵軍隊キッチナー陸軍の師団の1つ。1915年8月にフランスに派遣され、第一次世界大戦において1917年10月まで西部戦線で活動した。

## 隷下部隊
第68旅団
- 第10大隊 - ノーサンバーランド・フュージリアーズ
- 第11大隊 - ノーサンバーランド・フュージリアーズ
- 第12大隊 - ダーラム軽歩兵
- 第13大隊 - ダーラム軽歩兵（1918年9月まで存在）

第69旅団
- 第11大隊 - プリンス・オブ・ウェールズ・オウン（ウェストヨークシャー）連隊
- 第8大隊 - アレクサンドラ，プリンセス・オブ・ウェールズ・オウン（ヨークシャー）連隊
- 第9大隊 - アレクサンドラ，プリンセス・オブ・ウェールズ・オウン（ヨークシャー）連隊（1918年9月まで存在）
- 第10大隊 - デューク・オブ・ウェリントン（ウェストライディング）連隊

第70旅団
1915年10月から1916年7月まで存在。第8師団に第24旅団として移管。
- 第11大隊 - シャーウッド・フォレスターズ（ノッティンガムシャー・アンド・ダービーシャー）連隊（1918年9月まで存在）
- 第8大隊 - キングス・オウン・ヨークシャー軽歩兵
- 第8大隊 - ヨーク・アンド・ランカスター連隊
- 第9大隊 - ヨーク・アンド・ランカスター連隊
- 第1/8大隊 - ミドルセックス（デューク・オブ・ケンブリッジ・オウン）連隊（1915年10月から1916年2月まで存在）

第24旅団
1915年10月から1916年7月まで存在。第8師団に第70旅団として編入。
開拓隊
- 第9大隊 - サウススタフォードシャー連隊

## 戦闘
- ソンムの戦い
  - アルベルトの戦い
  - バゼンチンリッジの戦い
  - ポジエールの戦い
  - フレール＝クールセレッテの戦い
  - モルヴァルの戦い
  - ル・トランスロイの戦い
- メシヌの戦い
- パッシェンデールの戦い
- ヴィットリオ・ヴェネトの戦い